# Cosmic Chasm
Cosmic Chasm — цветная векторная аркадная игра, которая была создана для игровых автоматов Cinematronics в 1983 году, но изначально игра, созданная GCE для домашней игровой системы Vectrex.

## Игровой процесс
Игрок управляет космическим кораблем, вооруженным лазерами и щитами, на миссии по уничтожению космической станции "Космическая пропасть" изнутри. Каждая комната космической станции имеет защитные корабли, которые атакуют игрока напрямую, и центр, который медленно расширяется, заставляя игрока не задерживаться в комнате слишком долго после победы над защищающими кораблями. Игрок должен отстреливать силовые поля, которые защищают выходы, чтобы пройти через коридоры, ведущие в другие комнаты. Каждый выход соответствует другому направлению на карте, поэтому выбор кратчайшего маршрута является ключевым. Цель состоит в том, чтобы пробиться в реакторный зал станции, уничтожить его и выбраться из станции, прежде чем станция будет разрушена и игрок будет уничтожен вместе с ней. Прикосновение к стенам комнат так же фатально, как прикосновение к защитному судну или расширяющемуся центру. Экран имеет часть карты сверху, так что игрок может отслеживать, в какой комнате он находится, а также планировать свой побег из станции. Домашняя версия  по большей части схожа, но имеет некоторые заметные отличия от аркадной версии.

## Отличия версии для Vectrex
Версия Vectrex Cosmic Chasm немного отличается от версии для аркад. Поскольку версия Vectrex была создана раньше, следует предположить, что это оригинальная версия. В версии Vectrex игрок управляет буровым аппаратом, который имеет не только лазеры и экраны, но и буровой наконечник, который должен использоваться для проникновения и аннулирования силовых полей, блокирующих выходы. В комнатах по-прежнему есть защитные корабли, расширяющиеся центральные ядра на всю комнату. Версия Vectrex также имеет карту, но она не отображается постоянно в верхней части экрана, как версии для аркады. Это отдельный экран, который появляется перед началом каждого раунда игры или когда игрок выходит из комнаты. Кроме того, чтобы разрушить реактор, нужно поддержать их транспортное средство рядом с реактором и сбросить бомбу, которая взорвется после заданного периода времени, что позволит вам совершить побег. Наконец, поскольку это игра для Vectrex, она имеет только монохромный векторный дисплей.

## Факты
- Это была последняя цветная векторная игра, выпущенная Cinematronics, которая была в банкротстве главы 11 в то время. Другие игры были разработаны, но не выпущены.
- Это была первая игра, изначально разработанная для домашней игровой системы и превращенная в аркадную игру
- Игра часто ошибочно принималась за  Dragon's Lair  из-за того, что она была похожа на трехсторонний шатер и они обе находятся в одном шкафу.

## Внешние ссылки
- YouTube Video of Cosmic Chasm in action Архивная копия от 8 апреля 2017 на Wayback Machine
- KLOV entry for Cosmic Chasm Архивная копия от 1 февраля 2010 на Wayback Machine
- Cinematronics History Page Архивная копия от 8 апреля 2011 на Wayback Machine
- Arcade Flyers page for Cosmic Chasm Архивная копия от 13 января 2010 на Wayback Machine
- YouTube video of Vectrex Cosmic Chasm Архивная копия от 8 апреля 2017 на Wayback Machine